# Кукунор (хребет)
Кукуно́р (кит. 青海南山 — Цинхайнаньшань) — горный хребет в Китае, в системе Наньшань. Ограничивает с юго-запада Кукунорскую равнину.
Протяжённость хребта превышает 300 км, максимальная высота — 4120 м. Хребет сложен главным образом гранитами и другими кристаллическими породами. В центральной части хребет образует узкую, высокую горную цепь со снежниками и небольшими ледниками. На востоке и западе резко понижается, приобретая среднегорный увалистый облик. В ландшафте преобладают сухие степи с пятнами кустарников караганы.